# Amèries de Macedònia
Amèries de Macedònia (en llatí Amerias, en grec Ἀμερίας) fou un escriptor i gramàtic macedoni que va escriure una obra titulada Γλῶσσαι, que parla del significat de les paraules, i una altra anomenada Ριζοτομικὸς ("herbolari"). L'esmenten Ateneu i un escoli a Apol·loni Rodi.